# John Squire

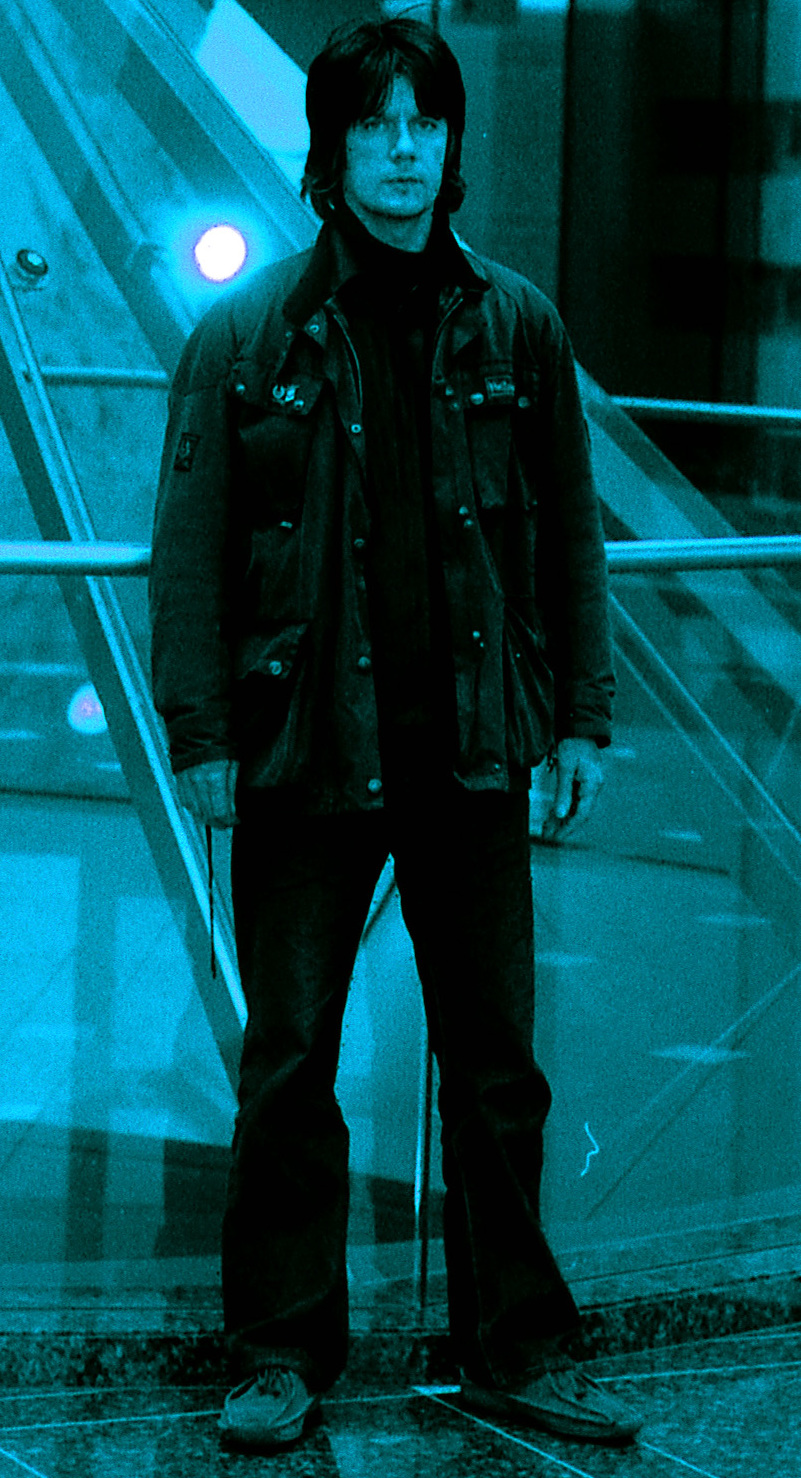
John Squire

John Squire (* 24. November 1962 in Broadheath, Lancashire) ist ein britischer  Rock-Musiker und Maler.
Von 1984 bis 1996 war Squire Gitarrist der Band The Stone Roses, einer der wichtigsten Bands der Madchester-Bewegung.

## Karriere
John Squire wurde am 24. November 1962 in Broadheath, Lancashire geboren. Bereits im Alter von 13 Jahren freundete er sich mit Ian Brown an, mit dem er einige Zeit später die Punkband The Patrol gründete.
Im Jahr 1984 gründeten Squire und Brown zusammen mit Andy Couzens, Pete Garner und Simon Wolenscroft die Stone Roses.
Squire stieg im Jahr 1996 bei den Stone Roses aus und gründete die Band Seahorses, mit der er jedoch lediglich ein Album aufnahm. Nach der Auflösung der Seahorses 1999 begründete Squire mit Simon Jones (Ex-The Verve), Duncan Baxter (Gesang) und dem letzten Seahorses-Drummer Mark Heaney eine neue Band, aus der schließlich The Shining wurde. Allerdings stieg Squire bereits ein Jahr später wieder aus. 2011 beteiligte er sich an der Wiedervereinigung der Stone Roses, die sich 2017 erneut auflösten.
Seitdem arbeitet Squire bis heute als Solokünstler. Neben der Musik ist Squire auch in anderer Weise künstlerisch tätig. U.a. gestaltet er die Cover der Alben und Singles seiner Bands selbst.

## Diskografie
Soloalben
- Time Changes Everything (2002)
- Marshalls House (2004, North Country Records)

Mit den Stone Roses
- The Stone Roses (1989)
- Second Coming (1994)

Mit den Seahorses
- Do It Yourself (1997)

Stücke auf Marshall’s House
Jeder Song auf Marshall’s House trägt den Titel eines Gemäldes von Edward Hopper und soll davon auch inspiriert sein.
1. Summertime
2. Hotel Room
3. Marshall’s House
4. Lighthouse and Buildings, Portland Head, Cape Elizabeth, Maine
5. Cape Cod Morning
6. People In the Sun
7. Tables for Ladies
8. Automat
9. Yawl Riding a Swell
10. Room In Brooklyn
11. Gas